# Usseglio
Usseglio (arpità Usei, piemontès Ussèj) és un municipi italià, situat a la ciutat metropolitana de Torí, a la regió del Piemont. L'any 2007 tenia 232 habitants. Està situat a la Vall de Viù (Valls de Lanzo), una de les Valls arpitanes del Piemont. Limita amb els municipis de Balme, Bessans (Savoia), Bruzolo, Bussoleno, Chianocco, Condove, Lemie, Mompantero i Novalesa.

## Administració
| Període | Identitat            | Partit        |
| ------- | -------------------- | ------------- |
| 2000-   | Domenico Perino Bert | Llista cívica |